# Prosna (województwo warmińsko-mazurskie)
Prosna (niem. Prassen) – osada w Polsce położona w województwie warmińsko-mazurskim, w powiecie kętrzyńskim, w gminie Korsze. Osada jest siedzibą sołectwa, do którego wchodzą jeszcze: Błuskajmy Małe, Błuskajmy Wielkie i Suliki.
W latach 1975–1998 miejscowość położona była w województwie olsztyńskim.

## Położenie geograficzne

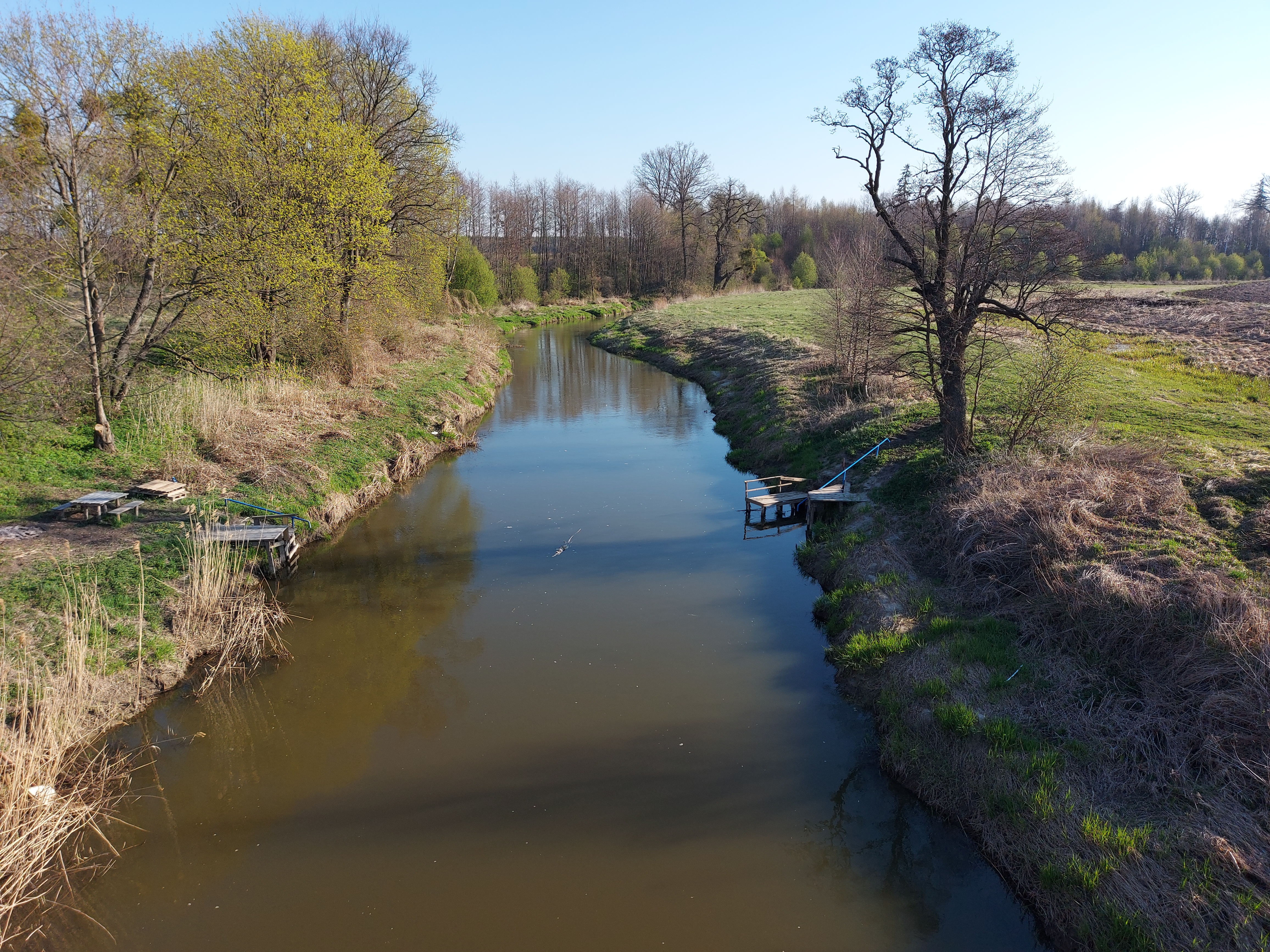
Rzeka Guber w Prośnie

Osada jest położona w północnej części gminy Korsze. Pod względem historycznym miejscowość leży w Prusach Dolnych, na obszarze dawnej pruskiej Barcji. Prosna jest położona na Nizinie Sępopolskiej, nad Gubrem, który stanowi południowy kraniec osady, oddzielający ją od Sątoczna. Prosna jest oddalona od sieci głównych dróg. W rejonie wsi zbiegają się jedynie drogi powiatowe nr 1567N, łącząca Sępopol i Glitajny, nr 1981N Sątoczno-Pasławki i nr 1398N Sątoczno-Skandawa. Od 2015 roku przez Prosnę biegnie szlak rowerowy Green Velo, łączący w tym miejscu Sępopol i Korsze oraz Barciany.

## Historia
Nazwa wsi wywodzi się z języka pruskiego od słowa prassan – proso.
Wieś lokował w roku 1376 wielki mistrz krzyżacki Winrich von Kniprode na prawie chełmińskim. Czynsz od włóki wynosił dwie grzywny i cztery skojce.
Od XVI wieku do stycznia 1945 roku Prosna była w posiadaniu rodu zu Eulenburg. Przodkowie tej rodziny przybyli z Saksonii, aby jako rycerze krzyżaccy uczestniczyć w wojnie trzynastoletniej. Jako wynagrodzenie za udział w wojnie otrzymali nadania ziemskie w Galinach, Wicken (obecnie Klimowka obwód królewiecki) i Skandawie. Dzięki ożenkowi Botho X. zu Eulenburga z dziedziczką Sątoczna Anną Vogt von Ammerthal od 1520 roku Prosna znalazła się w posiadaniu rodu zu Eulenburg. Sątoczno było główną siedzibą rodu do roku 1610, a następnie Prosna.
W roku 1913 do dóbr w Prośnie należały następujące wsie i folwarki: Błuskajmy Małe, Błuskajmy Wielkie, Bykowo, Kałwągi, Łękajny, Sątoczno, Stawnica, Wetyn i inne oraz lasy. Razem dobra miały powierzchnię 3036 ha.
W styczniu 1945 po zajęciu Prosny przez Armię Czerwoną pałac i majątek ziemski były użytkowane przez pododdział tej armii aż do zbiorów ziemniaków w roku 1946, podobnie było w Łazdojach. Majątek w Prośnie jesienią 1946 r. przejęły Państwowe Nieruchomości Ziemskie, a później w 1949 powstał tu specjalistyczny PGR pod nazwą Stacja Hodowli Ziemniaka w Prośnie. W roku 1974 SHZ w Prośnie weszła w skład wielozakładowego Przedsiębiorstwa Gospodarki Nasiennej w Korszach, które początkowo miało siedzibę w Glitajnach.
W roku 1970 w Prośnie było 249 mieszkańców, w 2006 – 277, a w 2016 – 243 mieszkańców.

## Pałac

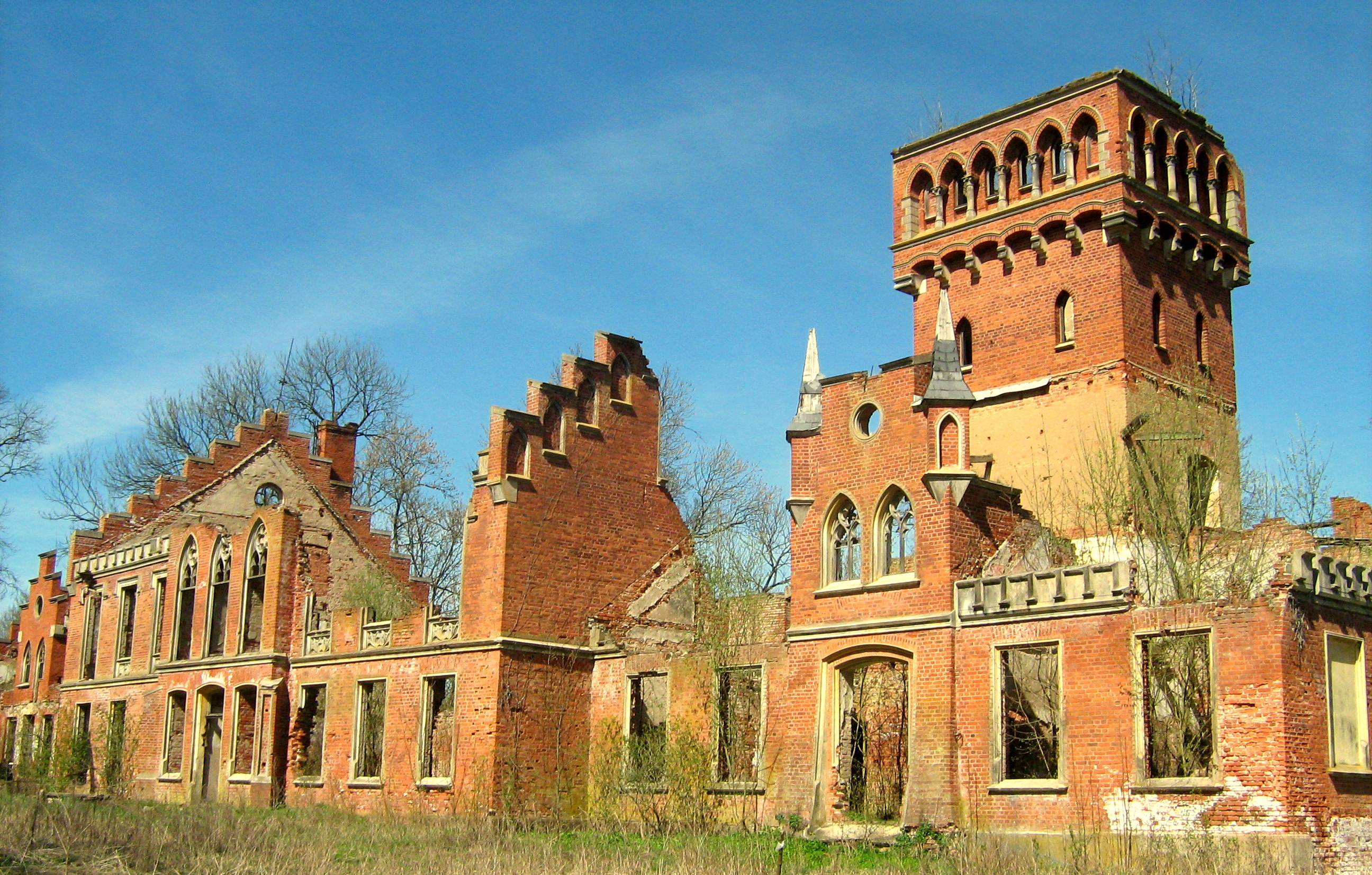
Ruiny pałacu Eulenbergów w Prośnie

Pierwszy murowany dwór w Prośnie wybudowany został w latach 1610–1620. Rezydencja została rozbudowana w latach 1667–1668 według planów Józefa Naronowicza-Narońskiego. Budowę barokowego pałacu zlecił pan na Prośnie Georg Friedrich zu Eulenburg (cioteczny brat Ahasvera ze Sztynortu).
Pałac został przebudowany w 1860 r.
W pałacu zwraca uwagę oryginalna wieża w stylu romantycznego gotyku, w znacznym stopniu zniszczona. Z pałacu zachowała się tylko elewacja, wnętrza wypalone. Podobno pałac przetrwał wojnę, ale użytkowany przez PGR od 1945 r. powoli popadł w ruinę. Zachowały się maswerkowe okna. Osobliwością pałacu miały być pięknie rzeźbione drewniane schody. W przydworskim parku starodrzew z liczącymi ponad 200 lat dębami i świerkami.

## Ochrona przyrody
Teren osady i jej okolic jest częścią obszaru Natura 2000, a mianowicie obszaru specjalnej ochrony ptaków Ostoja Warmińska. Jest to także teren wchodzący w skład Obszaru Chronionego Krajobrazu Doliny Rzeki Guber.
W pobliżu Prosny w kierunku Błuskajm Wielkich na odcinku 600 m rośnie aleja 50 dębów szypułkowych o obwodzie pnia 150-280 cm. Jest ona od 19.01.1978 zarejestrowana jako pomnik przyrody.